# Martin Weitzman
Martin Lawrence Weitzman (ur. 1 kwietnia 1942 w Nowym Jorku, zm. 27 sierpnia 2019 w Bostonie) – amerykański ekonomista, zajmuje się zagadnieniami związanymi z ekonomią ochrony środowiska oraz ekonomią finansów. Profesor na Uniwersytecie Harvarda.

## Wkład w ekonomię klimatu
Głównym wkładem Weitzmana w ekonomię klimatu jest zwrócenie uwagi na centralne znaczenie dla modelowania wpływu klimatu na systemy gospodarcze i społeczne założeń dotyczących rozkładu prawdopodobieństwa. Przekonuje on, że podczas gdy większość modeli zakłada normalny rozkład skutków ekonomicznych zmian klimatycznych, bliższe rzeczywistości byłoby założenie rozkładu typu fat-tailed. Oznacza to przyjęcie, że możliwa jest katastrofa klimatyczna (podczas gdy założenie normalnego rozkładu de facto wyklucza taką możliwość). Weitzman wykazał, że biorąc tę możliwość pod uwagę wraz z faktem, że mamy do czynienia z niepewnością w sensie Franka Knighta, pozostałe parametry modelu nie mają znaczenia dla jego konkluzji – zdecydowana walka ze zmianami klimatycznymi jest opłacalna.

## Książki
- The Share Economy: Conquering Stagflation
- Income, Wealth, and the Maximum Principal